# Malletia taliensis
Malletia taliensis is een tweekleppigensoort uit de familie van de Malletiidae. De wetenschappelijke naam van de soort is voor het eerst geldig gepubliceerd in 2001 door Lan & Lee.